# Palokis I
Palokis I ist ein Dorf von Amtsbezirk Šilai, im Nordosten der Rajongemeinde Jonava, Bezirk Kaunas, Litauen. Der Ort befindet sich 2 km von Pašiliai und 13 km von Markutiškiai entfernt. Das Dorf liegt am Fluss Lokys und am Wald Bareišiai. 2001 lebten hier 3 Einwohner, 2011 waren es 5. Im Dorf befindet sich eine eingetragene Gärtner-Gemeinschaft (Sodininkų Bendrija Lokys), gegründet am 20. November 1991.